# Hybophorellus aulicus
Hybophorellus aulicus är en stekelart som först beskrevs av Johann Ludwig Christian Gravenhorst 1829.  Hybophorellus aulicus ingår i släktet Hybophorellus och familjen brokparasitsteklar. Arten är reproducerande i Sverige. Inga underarter finns listade i Catalogue of Life.